# 中华人民共和国国旗
中华人民共和国国旗，即五星红旗:3715，是中华人民共和国的国旗（国家象征之一）；左上角镶有五颗黄色五角星的红色旗帜，旗帜图案中的四颗小星环绕在一颗大星右侧呈半环形，大五角星象征着中国共产党，四颗小五角星象征着工人阶级、农民阶级、城市小资产阶级和民族资产阶级。

## 概要

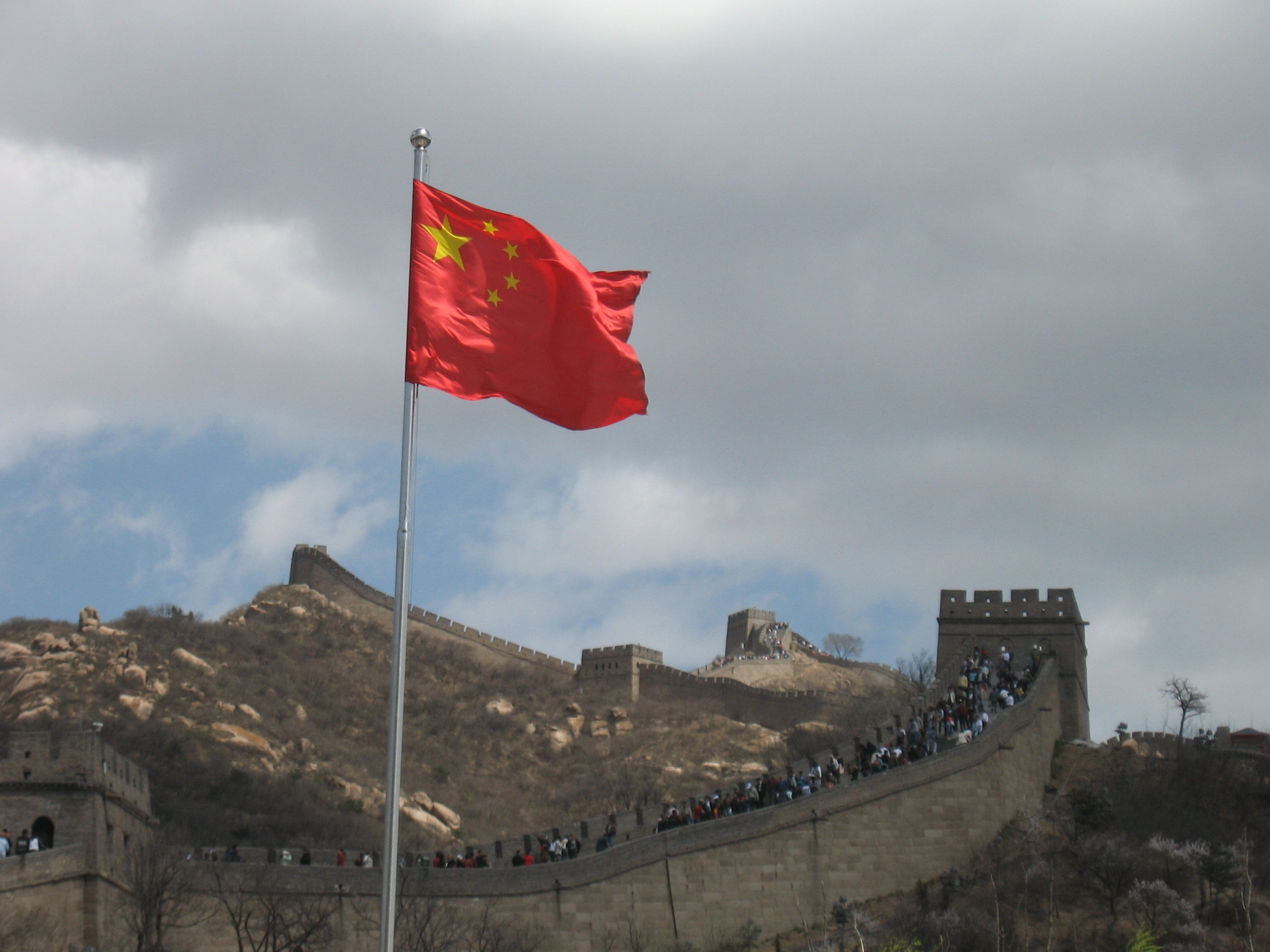
悬挂在长城的五星红旗

该旗的设计者是来自浙江瑞安的普通公民曾联松。随着中国共产党在国共内战中取得胜利，1949年7月新政治协商会议筹备会发出了征集国旗图案的通告，曾联松设计并提交了他的国旗样稿。在2,992幅（一说为3,012幅）应征国旗图案中，曾联松的设计被选入38幅候选草图。经过多次讨论和少量修改，他的设计被选为了中华人民共和国国旗。1949年9月27日中国人民政治协商会议第一届全体会议通過中華人民共和國國旗為五星紅旗，以後歷次憲法均作同樣規定:3715。在1949年10月1日的开国大典上，中国共产党主席毛泽东宣告了中华人民共和国中央人民政府成立，并按动电钮在天安门广场上升起了第一面五星红旗。
1990年6月28日，第七届全国人民代表大会常务委员会第十四次会议通过了现行的《中华人民共和国国旗法》，于同日通过中国国家主席杨尚昆签署的第28号《中华人民共和国主席令》公布，并于1990年10月1日起开始施行。《国旗法》不仅规定了国旗的制法、悬挂场合及悬挂方式，还强调了国旗是“中华人民共和国的象征和标志”，因此每个公民与组织“都应当尊重和爱护国旗”。

## 历史
1949年7月4日，新政治协商会议筹备会第六小组决定发出征集国旗、国徽图案和国歌词谱的启事。经过毛泽东和周恩来的修改审定的《新政治协商会议筹备会为征求国旗国徽图案及国歌词谱启事》，于7月15日到26日间在《人民日报》、《北平解放报》、《新民报》、《大众日报》、《光明日报》、《进步日报》和《天津日报》等各大报纸连续刊登。该启事中列出了国旗图案的注意事项：
1. 中国特征（如地理、民族、历史、文化等）；
2. 政权特征（工人阶级领导的以工农联盟为基础的人民民主专政）；
3. 形式为长方形，长宽三与二之比，以庄严简洁为主；
4. 色彩以红色为主，可用其他配色。[參 9]（草案中曾使用“以赤色为主”，周恩来后来将它改成了“以红色为主”）[參 12]

当时在上海工作的曾联松在阅读征集国旗图案的启事后，决定设计一幅国旗图案。时值七月中旬，他在自家的阁楼上开始设计国旗图案。他想到中国共产党领导的工农红军是以五角星作为自己的标志，而且中国共产党又是中国人民的大救星，进而决定用五角星来象征它。而毛泽东在《论人民民主专政 （页面存档备份，存于）》一文则指出当时人民由四个社会阶级（工人阶级、农民阶级、城市小资产阶级和民族资产阶级）组成，因此他决定用四颗小五角星来象征由四个社会阶级组成的人民。在确定了五颗金星的位置和大小后（他曾设想在旗面的中心置放五颗金星，但因其在视觉上过于局促、凝滞而放弃），他於八月中旬将自己的设计“红地五星旗”寄给了筹备会。
截至8月20日，国旗国徽评选委员会共收到了2992幅（一说为3012幅）国旗图案，郭沫若、陈嘉庚等筹备会成员也提交了他们设计的样稿。这些应征图案在临时选阅室内进行了展示，评选委员会从中精选出38份草图，并将之汇编入《国旗图案参考资料》，提交给新成立的中国人民政治协商会议讨论。曾联松的方案最初并未入选，后来在田汉的主张下才被收为“复字32号”“红地五星旗”，并根据小组讨论的意见去除了类似苏联国旗的锤子镰刀的标志。
9月23日上午，政协全体会议代表分组讨论了国旗方案，但并未形成定论。23日当晚，彭光涵向周恩来推荐了32号图案；周恩来对该设计感到满意，并要求彭光涵绘制较大的图样。两天后，毛泽东在中南海召开了座谈会，说明了他赞成红地五星旗的理由，并在与会代表间取得了共识。 9月27日，中国人民政治协商会议第一届全体会议正式决定采纳红地五星旗方案，并将其改名为“五星红旗”。

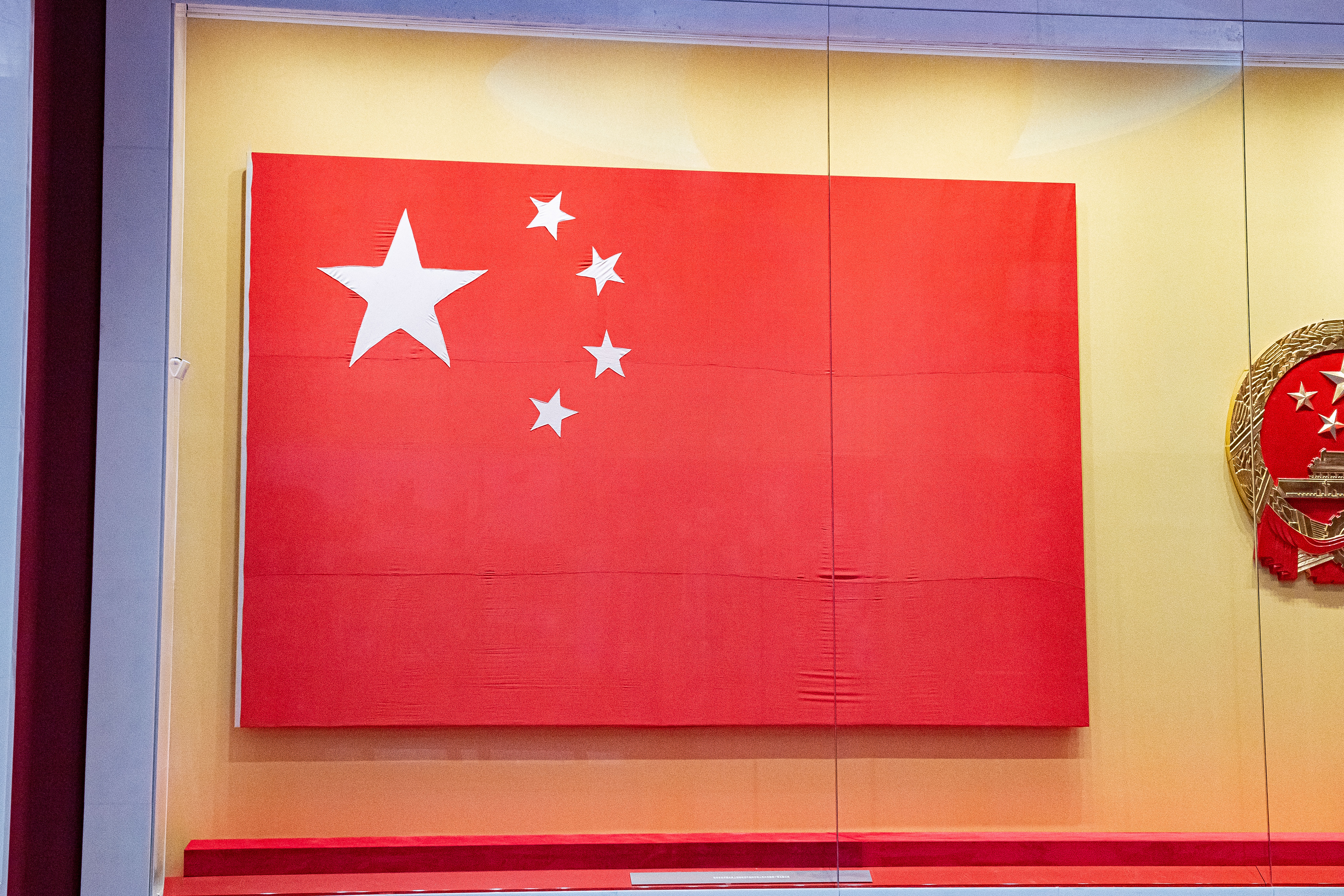
中华人民共和国开国大典上升起的第一面中华人民共和国国旗，现藏于中国共产党历史展览馆

9月29日，《人民日报》刊发了新国旗的图样和制法说明，提供社会各界制作使用。1949年10月1日，在中华人民共和国的开国大典上，五星红旗首次在北京天安门广场升起。第一面飘扬在天安门广场上的国旗由女缝纫工赵文瑞缝制，她在9月30日下午1时完成了这项工作。另外有国旗、国歌、国徽评选委员会的秘书彭光涵，北平市国营永茂公司的宋树信等两种说法。曾联松最初并不敢确信五星红旗是他设计的，因为在公布的图案中，大五角星上没有镰刀和锤子。然而，中央人民政府办公厅后来给他寄送了公函，正式告知他就是国旗的设计者，并随信附带了五百万元（约合现在的人民币五百元）旧人民币作为酬谢。
1954年9月第一届全国人民代表大会通过第一部《中华人民共和国宪法》以后至今，五星红旗一直是中华人民共和国的宪定国旗。

## 设计

### 含义

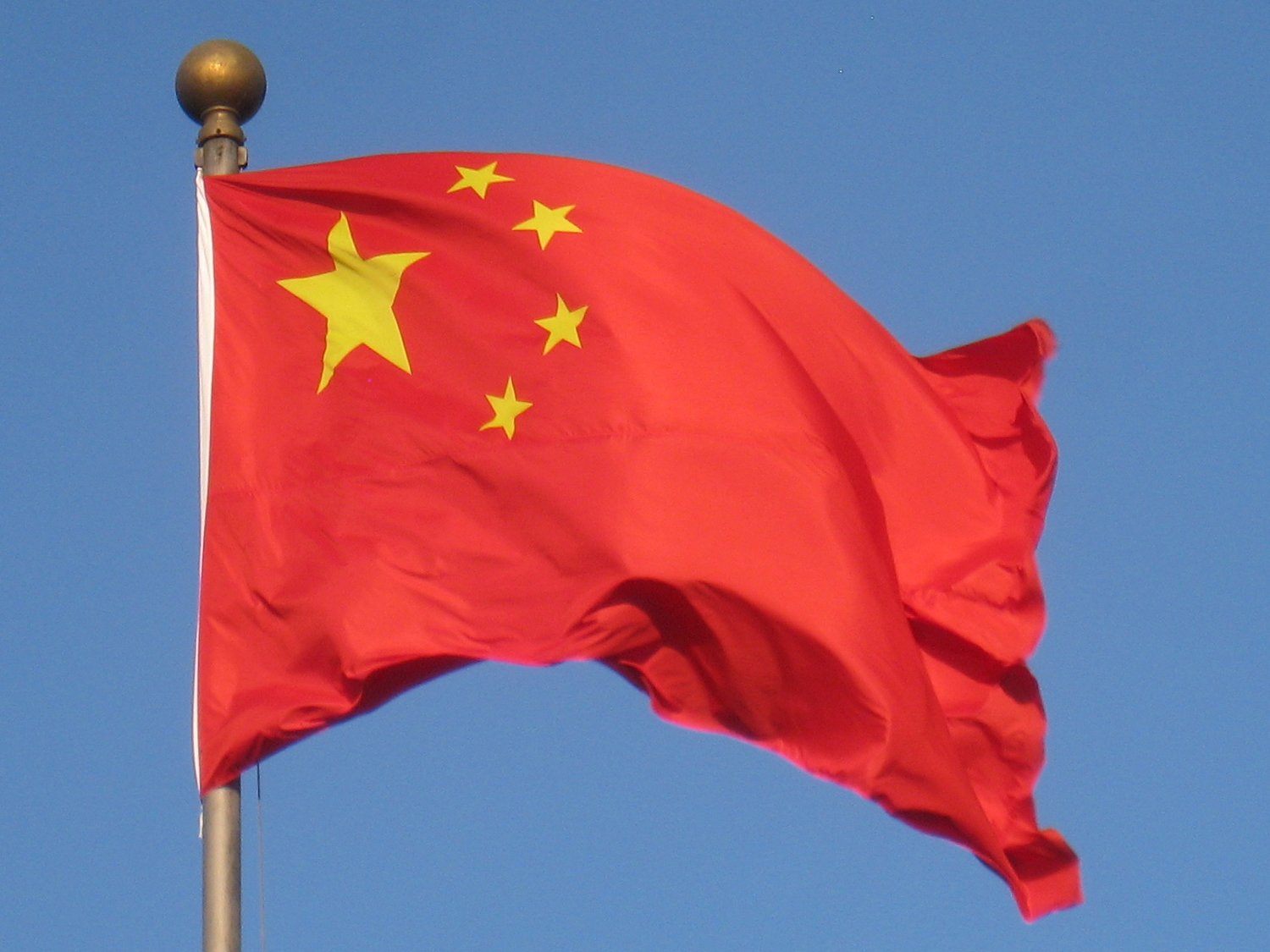
飘扬在北京的五星红旗

其樣式：旗面為紅色，長方形，長和高為三與二之比，左上方綴黃色五角星五顆，一星較大，其外接圓直徑為旗高十分之三，居左；四星較小，其外接圓直徑為旗高十分之一，環拱於大星之右，並各有一個角尖正對大星之中心點:3715。國旗旗面之紅色象徵革命:3715。星用黃色是為了在紅地上顯出光明:3715-3716。旗上的五颗五角星及其相互关系，象征中国共产党领导下的革命人民大团结:3716。四颗小五角星各有一尖正对大五角星的中心，代表着围绕一个中心的团结。大五角星象征着中國共產黨，四颗小五角星象征着工人阶级、农民阶级、城市小资产阶级和民族资产阶级。
在曾联松最初对国旗的描述中，大五角星象征着中国人民，四颗小五角星象征着毛泽东在《论人民民主专政》中提出的中国人民四个阶级（工人阶级、农民阶级、城市小资产阶级和民族资产阶级）；五颗星呈椭圆形状，乃是当时中国国土（包括外蒙古）的秋海棠叶形状；五角星使用黄色则是因为中华民族是黄色人种。
1949年通過的《关于中华人民共和国国都、纪年、国歌、国旗的决议》规定，中华人民共和国的国旗为“红地五星旗，象征中国革命人民大团结。”这也是国旗目前最为准确的官方定义。
为什么建国时会选择五颗星，有说法认为：“作为历史学家、军事家的毛泽东经常阅读记载有“五星出东方利中国”的《史记》《汉书》等书，中国传统的数术学和天文学都认为五星聚会或五星联珠会给中国带来好运。因此他之所以选择五星红旗作为国旗，是因为它很好地兼顾了中华历史文化传统、民族心理与现实革命、艺术与当今政治的关系。”，这一观点常常将五星红旗与“五星出东方利中国”护膊一起作为文化传承的见证。
有时候，五颗星会被误认为是代表中国的五大民族，这其实是与五色旗的含义混淆了，后者是中华民国北洋政府在1912年－1928年使用的国旗；其中的五种不同颜色分别代表着汉、满、蒙、回、藏五个民族。

### 方案
曾联松的方案是“复字32号”“红地五星旗”。1949年9月23日上午，政协全体会议代表分组讨论了国旗方案，但并未形成定论；会中有代表觉得32号方案中的四颗小五角星提法不妥，认为不应提到资产阶级。毛泽东和大多数代表起初都赞成一颗星一条横杠的复字第3号图案，但张治中后来向毛泽东表达了他的反对意愿，认为一条横杠有分裂国土、分裂革命之嫌疑，而且更容易使人联想到孙悟空的金箍棒而不是它本应象征的黄河。23日当晚，彭光涵向周恩来推荐了32号图案，而周对该设计感到满意，并要求彭绘制较大的图样。此外，陈嘉庚也曾向毛泽东和周恩来提出建议，认为政权特征比地理特征更为重要，因此无需坚持使用象征黄河的横杠。
| 曾联松最初提交的国旗图案 |
| 曾联松最初提交的国旗图案 |

| 第32号图案，最终定案的版本 |
| 第32号图案，最终定案的版本 |

| 中华人民共和国国旗的「黄河」早期设计，是毛泽东最初的选择之一 |
| 中华人民共和国国旗的「黄河」早期设计，是毛泽东最初的选择之一 |

| 国旗的「黄河、长江」早期设计，是毛泽东最初的选择之二 |
| 国旗的「黄河、长江」早期设计，是毛泽东最初的选择之二 |

| 国旗的「黄河、长江、珠江」早期设计，是毛泽东最初的选择之三 |
| 国旗的「黄河、长江、珠江」早期设计，是毛泽东最初的选择之三 |

| 国旗的「五星红旗」早期设计，是毛泽东最初的选择之四 |
| 国旗的「五星红旗」早期设计，是毛泽东最初的选择之四 |

| 第5号图案，设计者梁从诫 |
| 第5号图案，设计者梁从诫 |

| 第8号图案，设计者郭沫若 |
| 第8号图案，设计者郭沫若 |

| 第13号图案，由张仃、钟灵、周光远、萧淑华等共同设计 |
| 第13号图案，由张仃、钟灵、周光远、萧淑华等共同设计 |

| 第15号图案，设计者朱德 |
| 第15号图案，设计者朱德 |

| 第17号图案，设计者萧淑华 |
| 第17号图案，设计者萧淑华 |

| 第19号图案，设计者吴玉章 |
| 第19号图案，设计者吴玉章 |

| 第20号图案，设计者阳太阳 |
| 第20号图案，设计者阳太阳 |

| 第21号图案，设计者艾青 |
| 第21号图案，设计者艾青 |

| 第23号图案，设计者吴玉章 |
| 第23号图案，设计者吴玉章 |

| 第24号图案，由张仃与钟灵共同设计 |
| 第24号图案，由张仃与钟灵共同设计 |

| 第34号图案，设计者萧淑芳 |
| 第34号图案，设计者萧淑芳 |

| 第35号图案，设计者萧淑芳 |
| 第35号图案，设计者萧淑芳 |

## 標準

### 规格
中国人民政治协商会议第一届全体会议主席团在1949年9月28日公布了国旗的制法。根据《中华人民共和国国旗法》第四条规定，制作国旗的企业由省、自治区和直辖市的人民政府指定。国旗的长宽之比为3:2。国家质量监督检验检疫总局和中国国家标准化管理委员会颁布的GB 12982-2004：国旗标准中亦给出了国旗的制法说明。
| 绘制方法 | 标准 |
| -------- | --- |
|          | 1. 先将旗面划分为4个等分长方形，再将左上方长方形划分长宽15×10个方格 2. 大五角星的中心位于该长方形上5下5、左5右10之处。大五角星外接圆的直径为6单位长度 3. 四颗小五角星的中心点，第一颗位于上2下8、左10右5，第二颗位于上4下6、左12右3，第三颗位于上7下3、左12右3，第四颗位于上9下1、左10右5之处 4. 每颗小五角星外接圆的直径均为2单位长度。四颗小五角星均有一角尖正对大五角星的中心点 |

### 尺寸
《国旗法》还给出了国旗的五种尺度规格。其中，一号国旗主要用于大型运动会的开幕或闭幕仪式，以及作为大型会议场的背景旗。二号国旗适用于15米以上高度的旗杆上；三号国旗一般悬挂于10至13米高的旗杆；四号国旗用于9至10米高的旗杆。五号旗常用作一般不挂在立地旗杆上。在五种规格之外还有六号和七号国旗常用作彩旗、导游旗等。八号国旗主要用于手摇旗、串旗等。九号国旗可以用作会议桌旗。
| 尺度         | 一号    | 二号    | 三号    | 四号   | 五号  | 六号  | 七号  | 八号  | 九号  |
| ------------ | ------- | ------- | ------- | ------ | ----- | ----- | ----- | ----- | ----- |
| 长高（厘米） | 288×192 | 240×160 | 192×128 | 144×96 | 96×64 | 66×44 | 45×30 | 30×20 | 21×14 |

### 颜色
国家质量监督检验检疫总局和中国国家标准化管理委员会颁布的GB 12983-2004：国旗颜色标准样品规定了国旗所使用的颜色。该标准按照CIE标准照明体D65和CIE 1964补充标准色度系统（xyY10）给出了下列的色度数据。旗杆套為白色:3715。
| 项目         | 项目 | 刺激值Y10 | 色度坐标 | 色度坐标 | 允许误差                                               |
| 项目         | 项目 | 刺激值Y10 | x10      | y10      | 允许误差                                               |
| ------------ | ---- | --------- | -------- | -------- | ------------------------------------------------------ |
| 化学纤维织物 | 红色 | 9.4       | 0.555    | 0.328    | 均为{\displaystyle \Delta E_{ab}^{\,\bullet }\leq 2.0} |
| 化学纤维织物 | 黄色 | 41.2      | 0.446    | 0.489    | 均为{\displaystyle \Delta E_{ab}^{\,\bullet }\leq 2.0} |
| 丝绸         | 红色 | 12.3      | 0.565    | 0.325    | 均为{\displaystyle \Delta E_{ab}^{\,\bullet }\leq 2.0} |
| 丝绸         | 黄色 | 32.4      | 0.450    | 0.463    | 均为{\displaystyle \Delta E_{ab}^{\,\bullet }\leq 2.0} |
| 棉布         | 红色 | 9.2       | 0.595    | 0.328    | 均为{\displaystyle \Delta E_{ab}^{\,\bullet }\leq 2.0} |
| 棉布         | 黄色 | 33.0      | 0.467    | 0.463    | 均为{\displaystyle \Delta E_{ab}^{\,\bullet }\leq 2.0} |
| 旗杆套       | 白色 | 78.0      | -        | -        | 刺激值Y10不得低于78                                    |

根据《中华人民共和国国旗法》第九条规定，网络使用的国旗图案标准版本在中国人大网和中国政府网上发布。网络使用的国旗图案标准版本的色彩如下（PNG源文件中的sRGB色彩）：
- 红色 #CC0000
- 黄色 #FFD700

## 礼仪

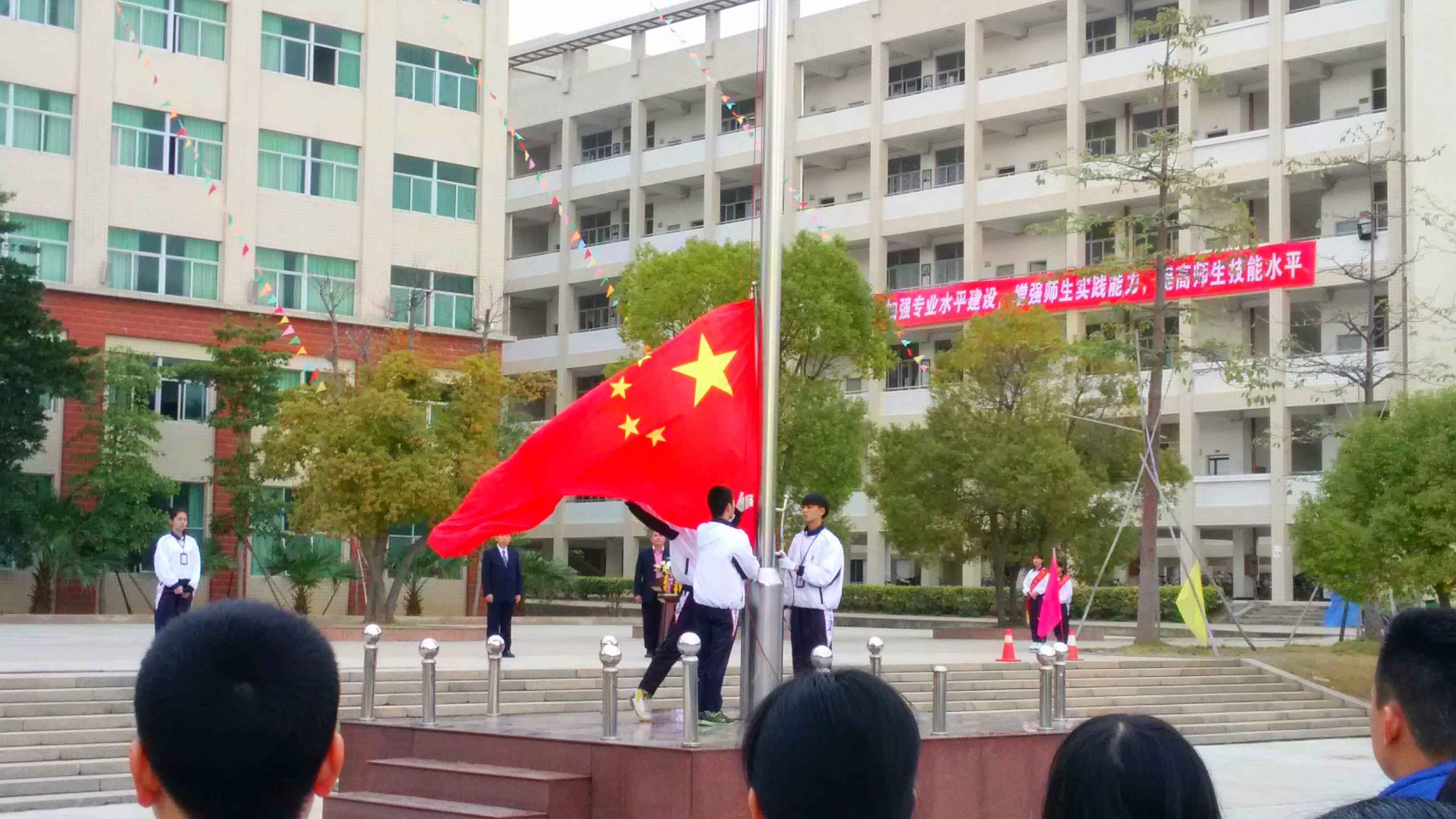
中国大陆学校之升旗仪式。

### 升旗儀式

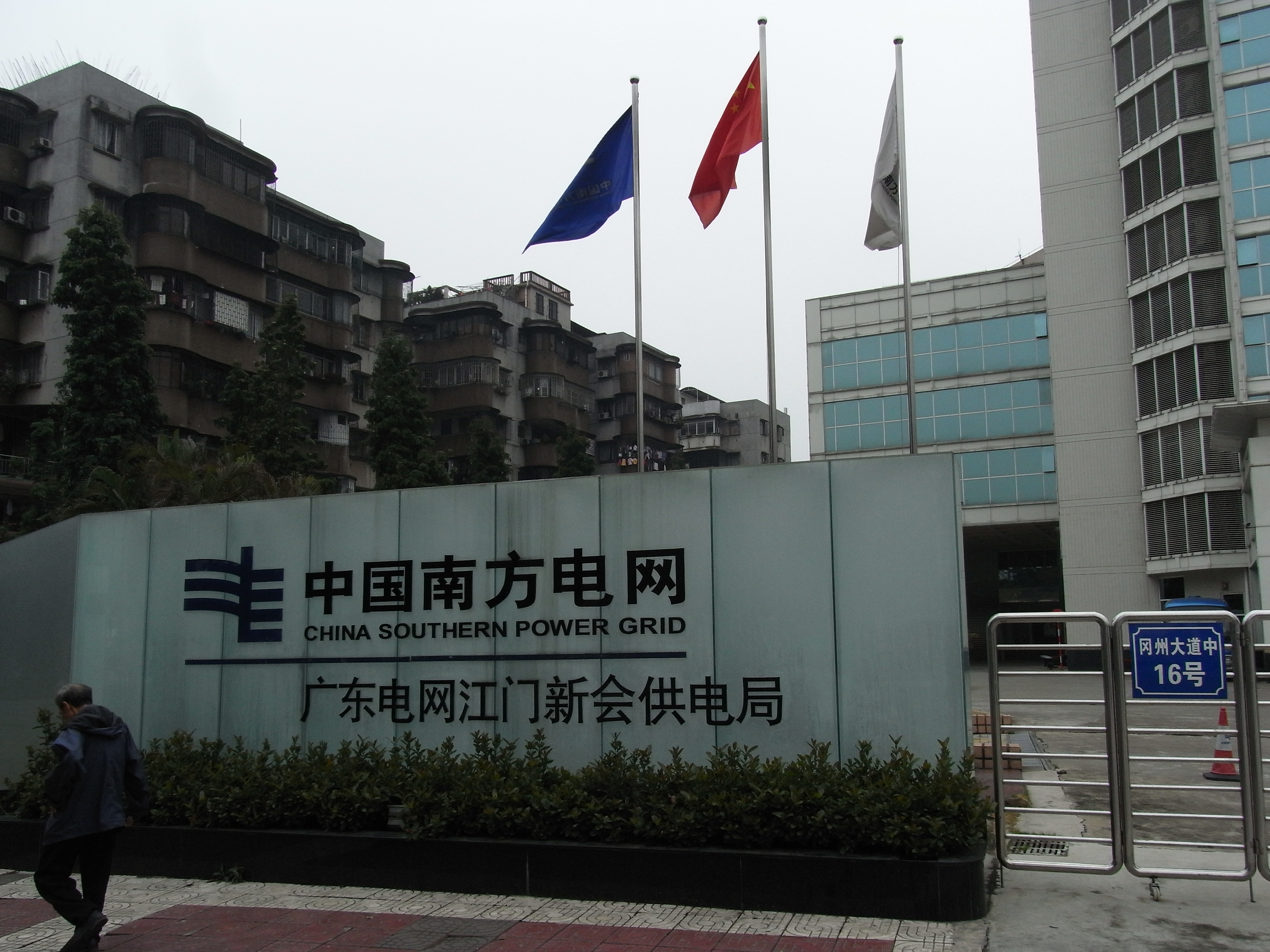
悬挂在江门新会供电局门口的中华人民共和国国旗和中国南方电网公司旗帜。

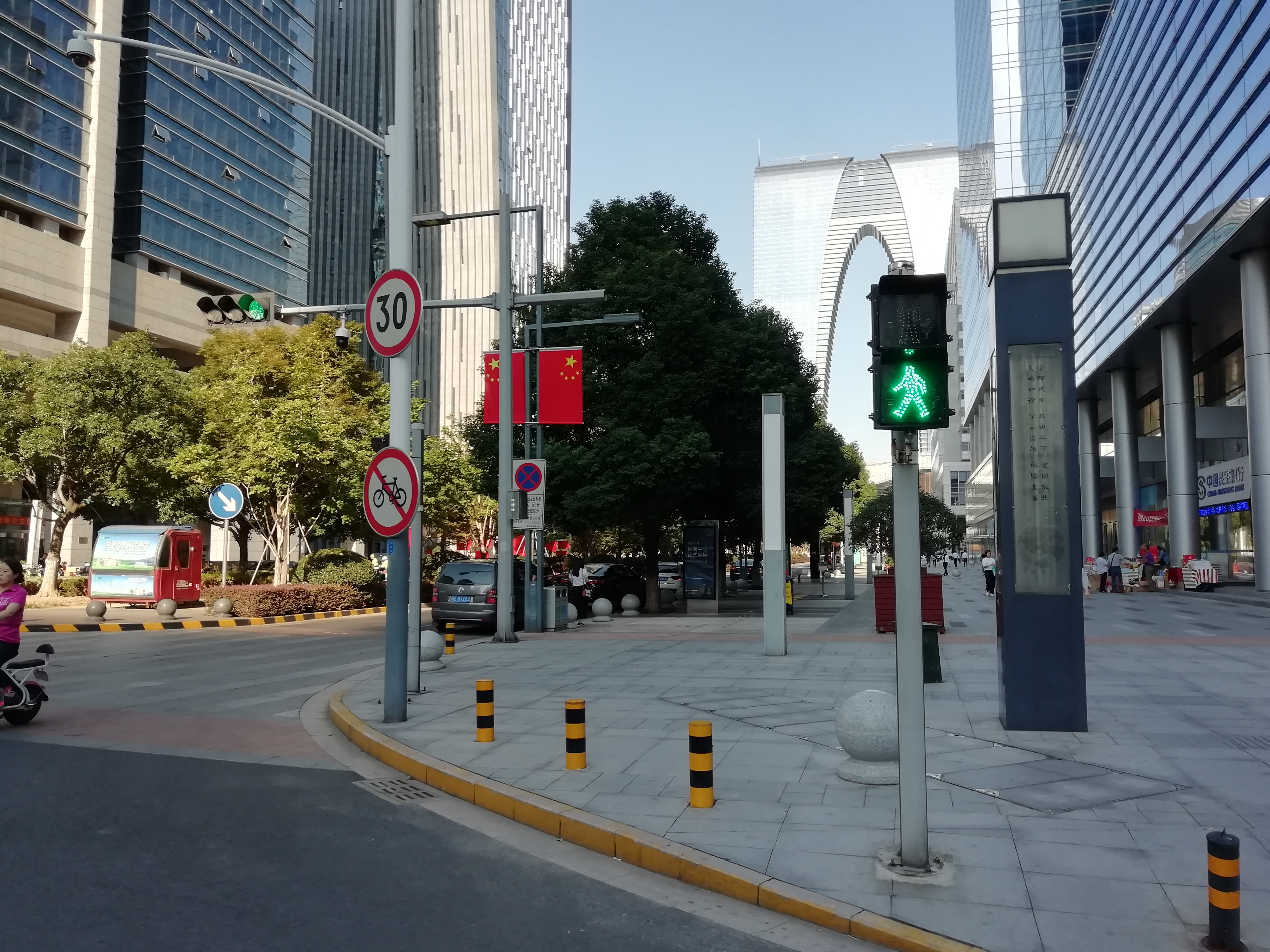
2018年国庆节期间，苏州市工业园区一道路路灯亦会悬挂国旗

在举行升旗仪式时，应奏唱中华人民共和国国歌，参加者应面向国旗肃立并行注目礼，军人敬军礼，少先队员敬少先队礼。国旗应该早升晚降，在恶劣天气时可以不升挂。当企业旗帜、校旗、区旗等其它旗帜与中华人民共和国国旗同时升挂时，国旗应该挂在显著的位置，其它旗帜则挂在国旗的两边，高度比国旗低。全日制的中小学，应在假期以外每周举行一次升旗仪式。

### 优先行进
《中华人民共和国国旗法》第十七条第二款规定：“列队举持国旗和其他旗帜行进时，国旗应当在其他旗帜之前。”
不过在2017年7月30日举行的庆祝中国人民解放军建军90周年阅兵行列中，中国共产党党旗领先于中华人民共和国国旗。2019年10月1日举行的庆祝中华人民共和国成立70周年大会阅兵式上，也同样出现党旗领先于国旗的情况。此举被认为违反《国旗法》的规定。但也有人认为，由于系阅兵仪式，《国旗法》第十一条亦规定：“中国人民解放军和中国人民武装警察部队升挂、使用国旗的办法，由中央军事委员会规定”按照法条竞合原则，第十一条被官方作为特殊规定适用，亦是党旗领先国旗的主要原因。
2020年《国旗法》修订将第十条改为第十一条，规定“中国人民解放军和中国人民武装警察部队升挂、使用国旗的办法，由中央军事委员会规定。”

### 下半旗

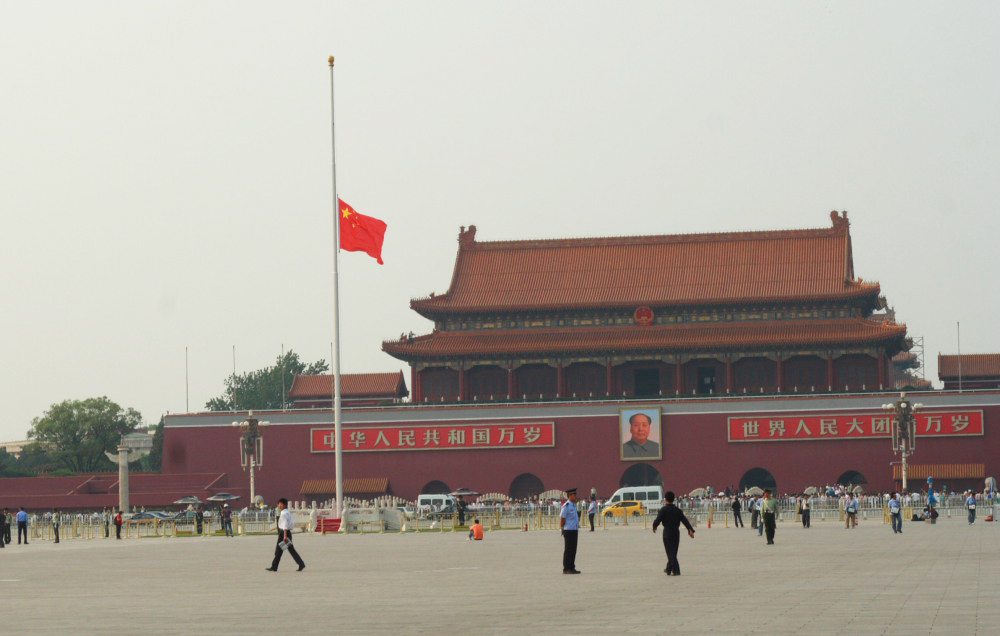
2008年5月全国哀悼日期间，天安门广场降半旗向汶川大地震遇难者志哀。

下半旗是公众表示哀悼的重要礼节，为当今世界上通行的一种志哀方式。《中华人民共和国国旗法》第14条第1款规定，特定人士逝世时，应下半旗志哀。其中包括在任的中华人民共和国主席、国务院总理、全国人大常委会委员长、国家军委主席、全国政协主席等正国级领导人，对中华人民共和国作出杰出贡献的人、对世界和平或人类进步事业作出杰出贡献的人等。下半旗的日期和场所由国家成立的治丧机构或国务院决定。此外，根据《国旗法》第14条第2款和第3款规定，在不幸事件或严重自然灾害导致重大伤亡时，亦可由国务院决定下半旗志哀。
下半旗时，应当先将国旗升至杆顶，然后降至旗顶与杆顶之间的距离为旗杆全长的三分之一处；降下时，应当先将国旗升至杆顶，然后再降下。据统计，截至2014年，中华人民共和国国旗在建国后曾下半旗约50次，其中47次为中外政要。另据《人民日报》历年报道，从1953年至2012年，天安门广场不少于17次为外国元首和政党领袖降半旗。此外，为悼念汶川大地震、青海玉树地震、甘肃舟曲特大山洪泥石流中的遇难者，全中国及驻外机构也降下过半旗。另外，中华人民共和国的国家公祭日期间，纪念地点也会下半旗志哀。
香港特别行政区政府除了在全国性的志哀活动中下半旗之外，还曾为香港旅行团在马尼拉被挟持事件、香港南丫海難及大埔公路雙層巴士翻側事故中的遇难者下半旗志哀。

## 使用地点和场合

### 天安门广场

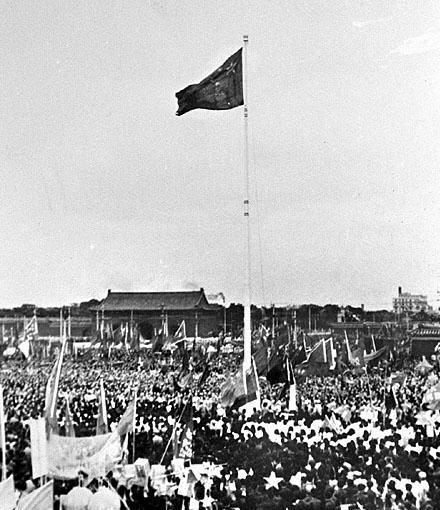
1949年10月1日，毛泽东在开国大典上按下电钮，第一面国旗在天安门广场缓缓升起。

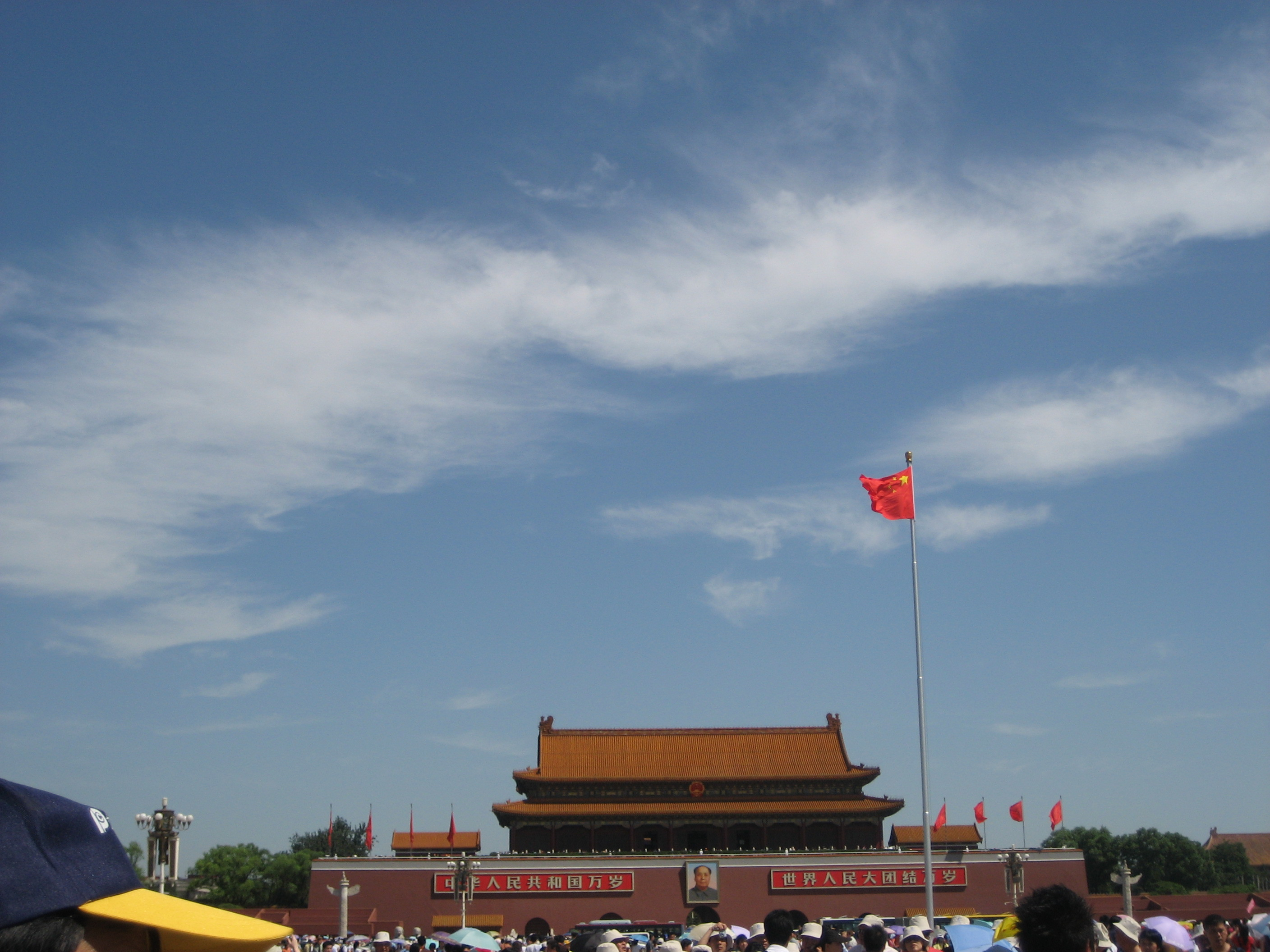
北京天安门广场上的五星红旗。

1949年10月1日，中华人民共和国开国大典上，天安门广场升起了第一面五星红旗。这面五星红旗长460厘米，宽338厘米，是用五幅红缎子拼接压制而成，黄星采用黄色绸缎。1951年7月1日，北京市人民政府将这面国旗拨交原中国革命博物馆，现藏于中国国家博物馆。开国大典上的旗杆高22米，原本要求旗杆与天安门城楼等高（35米），但当时条件有限，未能达到要求。天安门广场的旗杆在1991年4月16日更换过一次，新旗杆高30米。原来的旗杆于1991年改造后立在原中国革命博物馆，2007年拆装后于馆内库区收藏。2011年6月21日，在中国国家博物馆重新对公众展出。
天安门广场的升旗仪式经历了几个阶段。建国初期，升旗仪式由北京市纠察总队负责，而升旗任务由北京市供电局实施。1977年5月，北京市卫戍部队接替了升国旗任务，由3人负责升国旗，时称“国旗护卫班”。1982年12月28日原武警北京总队第六支队十一中队五班进驻天安门，负责天安门广场升降旗仪式。1991年2月23日，天安门广场扩建国旗基座，武警北京总队六支队十七中队（即天安门中队）开始担任升降旗任务。1991年5月1日《天安门广场升（降）国旗仪式》正式实施。1992年12月，在原来国旗班的基础上，扩建成立国旗护卫队，即中国人民武装警察部队北京市总队第二师十四支队二大队六中队。2018年1月1日起，中国人民解放军陆海空三军仪仗队和军乐团取代中国人民武装警察部队国旗护卫队，开始担负国旗护卫任务。2018年1月1日7时36分，天安门广场升国旗仪式，首次由中国人民解放军陆海空三军仪仗队执行。中国人民武装警察部队国旗护卫队不再负责升降旗任务，番号同时撤销。
在武警国旗护卫队时期，按照2001年3月天安门地区管理委员会颁布的《天安门广场升（降）国旗仪式组织管理办法》规定，天安门广场应当每天升挂国旗。分为节日升旗仪式和平日升旗仪式。每年元旦、春节、五一、十一和每月1日实施节日升旗仪式。节日升旗仪式由武警国旗护卫队38人、军乐团62人实施，行进时吹奏《歌唱祖国》，升旗时吹奏《义勇军进行曲》。平日升旗仪式由国旗护卫队38人实施，升旗时播放《义勇军进行曲》录音。在武警国旗护卫队执行时期升国旗时，《义勇军进行曲》共演奏3遍，时长2分7秒，与太阳经过地平线的时长对应。降旗由国旗护卫队单独实施，没有音乐。
自2018年1月1日解放军接替武警国旗护卫队执行国旗护卫任务起，天安门广场国旗升旗仪式有了一定的变化。根据安排，每月1日天安门广场升国旗按126人编队方案实施，其中护旗队员96人、礼兵30人，分别着14式陆海空军礼服。护旗队由前至后依次为国旗组3人、陆海空军分队长3人、陆海空军队员90人。队员90人编为6路15列行进队形，分准备、迎旗、护旗、升旗和返回5个步骤，全程10分钟。重大节日升国旗仪式，一般参照每月1日升国旗方案执行，特殊情况根据任务需要增加编队人数、鸣放礼炮。每日升旗时一样演奏《义勇军进行曲》（与此前安排一致），但升旗程序有一定变化，先由护旗队行进至国旗杆基座位置，到国旗升至旗杆顶端的时长仍保持2分7秒。国歌完整演奏一遍（此举更符合《中华人民共和国国歌法》国歌必须完整演奏一遍的要求），升旗时长为46秒，升旗前由3名分队长下达“向国旗——敬礼”的命令。升旗结束后，护旗队将会返回，返回时演奏《歌唱祖国》。护旗队出场时不演奏音乐，以彰显仪式的肃穆庄严。每月1日、重大节日升国旗同时增加号手和礼兵的迎旗环节，期间由军乐团8名礼号手在天安门城楼演奏《升旗号角》。平日升国旗由66人编成，国旗组6人，分队长6人，队员60人编为4路15列，分护旗、升旗和返回3个步骤，全程8分钟。降国旗则全年按66人编队方案实施，列队形式和行进动作与平日升旗仪式相同，不安排伴奏。每日升降旗时间以北京天文台提供的北京每日日出、日落时间为准。

### 其它场合

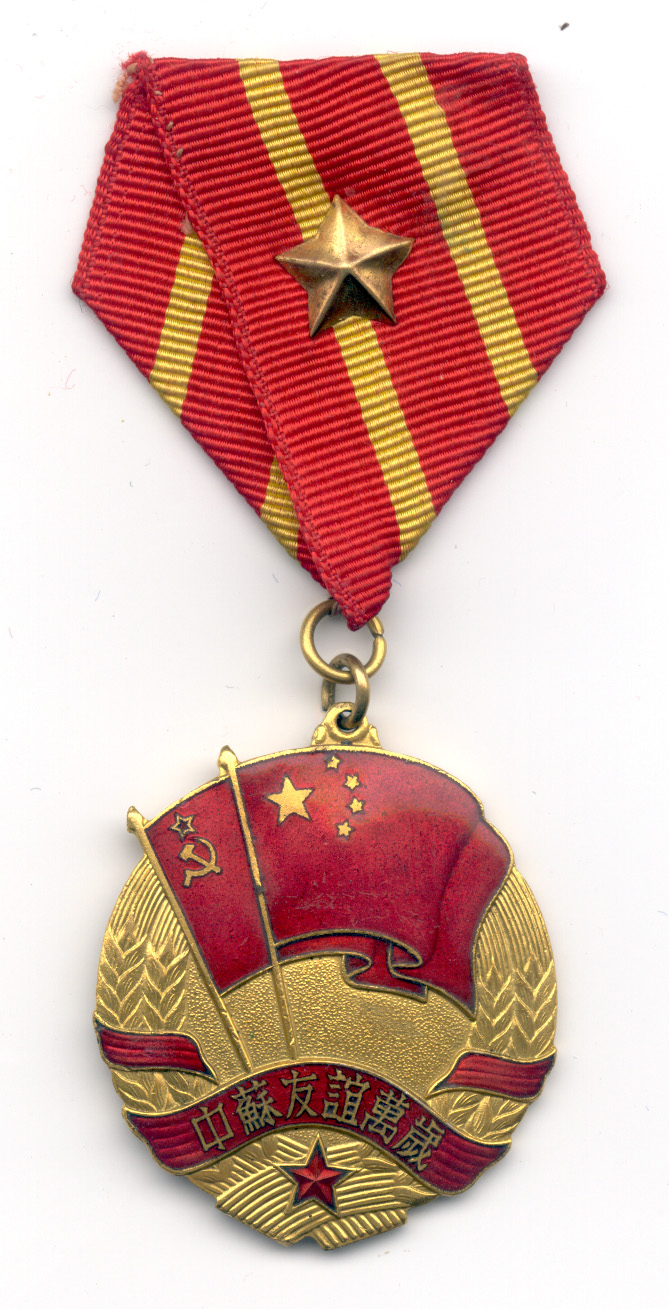
中苏友谊万岁奖章

《中华人民共和国国旗法》对国旗的升挂场所或机构作出了详细的规定。其中，北京天安门广场、新华门，全国人民代表大会常务委员会、国务院、中国人民政治协商会议全国委员会、中央军事委员会、最高人民法院、最高人民检察院、外交部，出入境机构、港口、火车站和其他边境口岸、边防海防哨所属于每日应升挂的场所或机构。国务院各部门、地方各级人民代表大会常务委员会、人民政府、人民法院、人民检察院、中国人民政治协商会议地方各级委员会则属于在工作日升挂的场所或机构。全日制学校除寒暑假和星期日外，都应升挂国旗。此外，《国旗法》的第七、八条亦对其他情况下国旗的升挂作出了规定。第七条规定，国庆节、国际劳动节、元旦和春节，各级国家机关和各人民团体应当升挂国旗。第八条规定：举行重大庆祝、纪念活动，大型文化、体育活动，大型展览会，可以升挂国旗。
中华人民共和国交通部根据《国旗法》制定了《船舶升挂国旗管理办法》，规定：中国籍船舶中50总吨及以上的船舶，航行在中国领水以外水域和香港、澳门地区的船舶，以及公务船舶都应当每日悬挂中国国旗；进入中华人民共和国内水、港口、锚地的外国籍船舶，也应当每日悬挂中国国旗。该办法还规定了不同长度的船只应当悬挂的国旗尺寸。

中国的航空公司中只有中国国际航空公司可以在飞行器上喷绘中华人民共和国国旗。此外，中国人民武装警察部队的士兵国防服役章和警官礼服臂章都有中国国旗的图案。1951年发行的中苏友谊万岁奖章也含有中国国旗和苏联国旗图案。
- 飘扬在上海外滩建筑群楼顶的国旗（2008年3月2日）
- 北京奥运会开幕式，身穿中国56个民族服装的儿童共同托举国旗步入会场（2008年8月8日）
- 飘扬在中國驻卢森堡大使馆的国旗（2010年8月19日）
- 中国代表挥舞着国旗参加世界体育节
- 2008年夏季奥林匹克运动会期间，旧金山的一名举着中华人民共和国国旗的男子跟着火炬手奔跑
- 中國國際航空飞机机身上的国旗
- 2019年5月1日，重庆市人民大礼堂前的升旗仪式
- 黑龙江省黑河市江畔的巨型五星红旗，旗杆高56.74米
- 中国驻纽约总领事馆悬挂的中国国旗

### 台灣

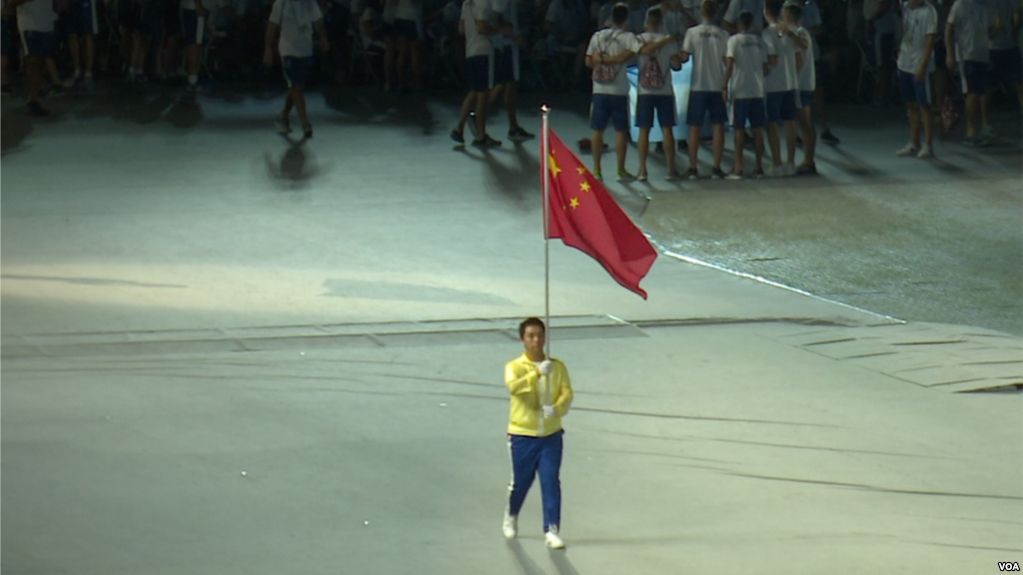
中国体育代表团参加在台湾举办的2017年台北世大运

1945年抗日战争结束，中华民国国旗作爲国旗开始在台湾使用至今。在当今的台灣，因爲兩岸政治原因，除了中華人民共和國當局自己使用外，使用五星红旗的往往是爲了一定政治或者商業因素。經歷保釣運動的外省人或本省人第二代子弟，或是近年大量移民台灣的原中華人民共和國公民（陸配，依親等），如陳映真跟王津平與王曉波等人參與的中國統一聯盟很早就公開打出支持中國和平統一的口號，在海外或者台灣本土打出了五星紅旗的旗號。在十一國慶或者台灣光復節的時候，曾有人開著掛著五星紅旗的車在街上遊行，著名例子有台北的戴忠和台南台灣共產黨主席，前民进党党员王老養。另外，在台灣名勝日月潭，曾發生一遊覽船業者為了吸引中國大陸籍遊客，在船尾懸掛五星红旗。而有台灣旅館為了对大陸遊客表现友好，也開始升起了中華人民共和國國旗。而國立成功大學也多次將中華人民共和國國旗與中華民國國旗並列懸掛，以迎接中國大陸訪客。中华民国共产党以五星红旗为党旗。台湾的极左派团体中华爱国同心会也经常在台北101等公众场合展示五星旗。2017年10月1日，中华统一促进党成员在張安樂帶頭下身穿印有中華人民共和國五星红旗，並標示為「我的國旗」的外衣，在台北街頭遊行示眾。

### 其它華人地區
隨著改革開放，很多中華人民共和國公民移民海外，改變了當地華人的結構；很多華人團體開始慶祝十一國慶，並在海外的中國城和華人眾多的地方升起五星紅旗。

### 太空和月球
1994年，美国华裔宇航员焦立中执行STS-65任务时将中国国旗带入太空。神舟五号任务中，中国人首次将五星红旗带入太空；嫦娥三号首次将五星红旗带至月球，国旗展示系统是中国探月工程的项目之一。

## 法律保護
《中华人民共和国刑法》第299条：「在公众场合故意以焚烧、毁损、涂划、玷污、践踏等方式侮辱中华人民共和国国旗、国徽的，处3年以下有期徒刑、拘役、管制或者剥夺政治权利。」《中华人民共和国国旗法》第19条：「在公共场合故意以焚烧、毁损、涂划、玷污、践踏等方式侮辱中华人民共和国国旗的，依法追究刑事责任；情节较轻的，参照治安管理处罚条例的处罚规定，由公安机关处以15日以下拘留。」
自從1997年7月1日香港回歸起，中華人民共和國國旗在香港的使用及保護以國旗及國徽條例訂定。該條例第4條禁止展示或使用破損、污損、褪色或不合規格的國旗。第5條第（2）款規定國旗必須按照附表1所列規格製造。第6條第（1）款禁止國旗或其圖案展示或使用於商標或廣告或私人喪事活動，否則依據第（3）款，如未經合法授權或並無合理辯解違反之，即屬犯罪，一經循簡易程序定罪，非法用於商標或廣告可處第5級罰款，而非法用於私人喪事活動可處第2級罰款。第7條規定，公開及故意以焚燒、毀損、塗劃、玷污、踐踏等方式侮辱國旗，即屬犯罪，一經定罪，可處第5級罰款及監禁3年。
自從1999年12月20日澳門回歸起，中華人民共和國國旗在澳門的使用及保護以第5/1999號法律訂定。該法律第5條規定國旗或其圖案不得展示或使用於（1）商標或廣告；（2）私人喪事活動；（3）行政長官限制或禁止展示或使用國旗或其圖案的其他場合或場所。依據第九條，焚燒、毀損、塗劃、玷污或踐踏國旗，構成對國家象徵的不尊重。第九條也規定，以言詞、動作或散佈文書、又或以其他與公眾通訊的工具，公然侮辱國家象徵，又或對之不尊重者，處最高3年徒刑，或科最高360日罰金。依據第11條，違反第5條規定者，可罰澳門幣5千元至五萬元罰款。

## 类似旗帜与标志
五星红旗的颜色、布局及内涵与苏联国旗相仿，五角星为社会主义国家（如、越南等）常用标志。但苏联和朝鲜国旗的长宽比例为2:1，中华人民共和国和越南国旗采取3:2比例。李光耀在其回忆录中称，新加坡国旗的五角星是为了照顾华族民众希望效仿中华人民共和国国旗，在国旗上加五颗五角星，惟代表意義不同。
- 苏联国旗
- 朝鲜国旗
- 越南国旗
- 新加坡国旗[參 94]

中国红十字基金会会标的整体造型也与五星红旗相似。中华人民共和国海关曾经使用的关旗为中华人民共和国国旗的右方下角加饰关徽的旗帜。中国人民轮船总公司曾使用在中华人民共和国国旗上添加原招商局旗上水波纹的旗帜。香港与澳门区旗上也有五星图案。
- 中华人民共和国海关关旗（1953年－1966年）
- 中国人民轮船总公司旗
（1951年2月－8月）[參 102]
- 香港特別行政區區旗
- 澳門特別行政區區旗